# نایت‌اکسپرس
نایت‌اکسپرس (به انگلیسی: Nightexpress) یک شرکت هواپیمایی است که در تاریخ ۱۹۸۴ میلادی تأسیس شده است. دفتر مرکزی نایت‌اکسپرس در فرانکفورت، آلمان واقع شده‌است و قطب این شرکت هواپیمایی در فرودگاه بین‌المللی فرانکفورت قرار دارد.